# Gouviães e Ucanha
Gouviães e Ucanha (llamada oficialmente União das Freguesias de Gouviães e Ucanha) es una freguesia portuguesa del municipio de Tarouca, distrito de Viseu.

## Historia
Fue creada el 28 de enero de 2013 en aplicación de una resolución de la Asamblea de la República de Portugal promulgada el 16 de enero de 2013 con la unión de las freguesias de Gouviães y Ucanha, pasando su sede a estar situada en la antigua freguesia de Gouviães.

## Demografía
| Gráfica de evolución demográfica de Gouviães e Ucanha entre 2011 y 2021 |
|                                                                         |
| Datos según el nomenclátor publicado por el INE portugués.              |